# Derschawa
Die Derschawa (russisch: Держава, deutsch: Staat, Macht, hier jedoch Reichsapfel) war die kaiserliche Yacht des Hauses Romanow. Das Schiff wurde 1866 auf Kiel gelegt und lief 1871 vom Stapel. Die Derschawa in der Ostsee und die Liwadia im Schwarzen Meer waren die letzten Raddampfer, die als Yacht für die Romanows gebaut wurden. Die Derschawa blieb bis 1898 als Staatsjacht im Dienst und wurde dann zum Ausbildungsschiff umgebaut. Als solches erhielt die den Namen Dvina.
Die Derschawa wurde auf der Werft der Neuen Admiralität in Sankt Petersburg am 28. April 1866 auf Kiel gelegt. Bei der Kiellegung war der russische Kaiser Alexander II. anwesend. Die Konstruktion der Yacht lehnte sich an die HMY Victoria and Albert II an, die am 16. Januar 1855 vom Stapel gelaufen war. Der Bau der Derschawa war langwierig, sie lief erst nach fünf Jahren, am 31. Juli 1871, vom Stapel. Die beiden Dampfmaschinen, die in Russland konstruiert und gebaut wurden, gaben eine Leistung von zusammen 720 PSi ab und verliehen dem Schiff eine Geschwindigkeit von 16,72 Knoten.
Auf dem Deck der Derschawa befanden sich zwei freistehende Aufbauten. Am Heck lagen die Räume für den russischen Kaiser, am Bug für den Generaladmiral der russischen Flotte. Die Ausgestaltung der Innenräume wurde Ippolito Monighetti (Ипполит Антонович Монигетти), einem russischen Künstler und Architekten, übertragen. Der Auftrag für die Galionsfigur ging an Michail Ossipowitsch Mikeschin. Mikeschin schlug eine allegorische weibliche Figur vor, die Schwert und Reichsapfel in den Händen hielt. Alexander lehnte 1867 jedoch derartige Vorschläge ab und befahl Mikeschin, einen der üblichen russischen Doppeladler zu gestalten. Mikeschin lieferte weisungsgemäß im Juli 1870 die Figur ab, allerdings unterschied sich seine Skulptur deutlich von den im Russland der damaligen Zeit üblichen Doppeladlern.
Die Besatzung der Derschawa bestand aus nicht weniger als 200 Mann. Im Jahr 1888 zählten zu ihr 238 Personen, darunter 93 Mechaniker und Heizer, 65 Musiker und 15 Chorsänger, dabei war die persönliche Bedienung der kaiserlichen Familie jedoch noch nicht eingerechnet, die ungefähr 50 Bedienstete umfasste.
Die Derschawa wurde bis 1898 als Yacht eingesetzt. Danach wurde sie zum Ausbildungsschiff umgebaut und als Dwina umbenannt. Die Dwina wurde schließlich 1905 außer Dienst gestellt.